# Shilluk (peuple)
Pour les articles homonymes, voir Shilluk.
Les Shilluk sont un peuple nilotique d'Afrique de l'Est, surtout présent au Soudan du Sud. Ils vivent sur la rive ouest du Nil Blanc dans l'État du Nil Supérieur, plus particulièrement autour de Malakal, la capitale fédérale de l'État.

## Ethnonymie
Selon les sources, on observe de multiples variantes : Chalak, Chillouk, Chilouk, Cholo, Collo, Colo, Docholo, Docolo, Golo, Schilluk, Shillouk, Shilluks, Sholo, Shulla.
Eux-mêmes se désignent sous le nom de « Collo » ou « Chollo ».

## Langue
Ils parlent le shilluk (ou dhok chollo), une langue nilo-saharienne du groupe Luo, dont le nombre de locuteurs était estimé à 175 000 en 1982.

## Population en 2008
Les Shilluks (environ 330 000 individus) représentent un tiers de la population totale de l'État fédéré du Nil Supérieur, une subdivision administrative de la république de Soudan du Sud. L'État du Nil Supérieur (77 773 km2 et 964 354 habitants en 2008) est située de part et d'autre du Nil Blanc depuis la ville de Malakal au sud, jusqu'à la ville de Renk au nord. 
La majeure partie de la population Shilluk est installée sur la rive gauche, dans les comtés de Manyo, Fachoda, Malakal et Panyikang. Les activités économiques sont l'agriculture, la pêche et l'exportation de gomme arabique.
- Le Comté de Manyo (nord) est peuplé par 38 010 habitants. Les Shilluks constituent la majeure partie de la population du comté mais l'on rencontre aussi des tribus arabes (originaires du Kordofan), des Nuer et des Dinka.

- Le Comté de Fachoda (centre) est peuplé par 36 518 habitants, majoritairement des Shilluks (minorités: Nuer, Dinka et tribus arabes).

- Le Comté de Malakal (sud et rive droite) a une superficie de 737 km2 et est peuplé par 126 483 habitants. Malakal (rive droite) est la capitale politique et commerciale de l'État.

- Le Comté de Panyikang (extrême sud) a une superficie de 5 107 km2 et est peuplé par 45 427 habitants dont 95 % de Shilluk et 2 % de Nuer (3 % autres).

Rive droite, les Shilluks sont très minoritaires, ils ne constituent que 20 % de la population du Comté de Renk (environ 27 500 personnes) et 3 % de la population du Comté de Melut (moins de 1 500 personnes).

## Société
Ce sont avant tout des pêcheurs sédentaires, mais ils pratiquent également l'élevage.
Les Shilluk pratiquent la scarification rituelle consistant à enfoncer un petit crochet sur le front imprégné d'une substance favorisant l'inflammation et la création de protubérances sur tout le front[réf. nécessaire].  

## Iconographie

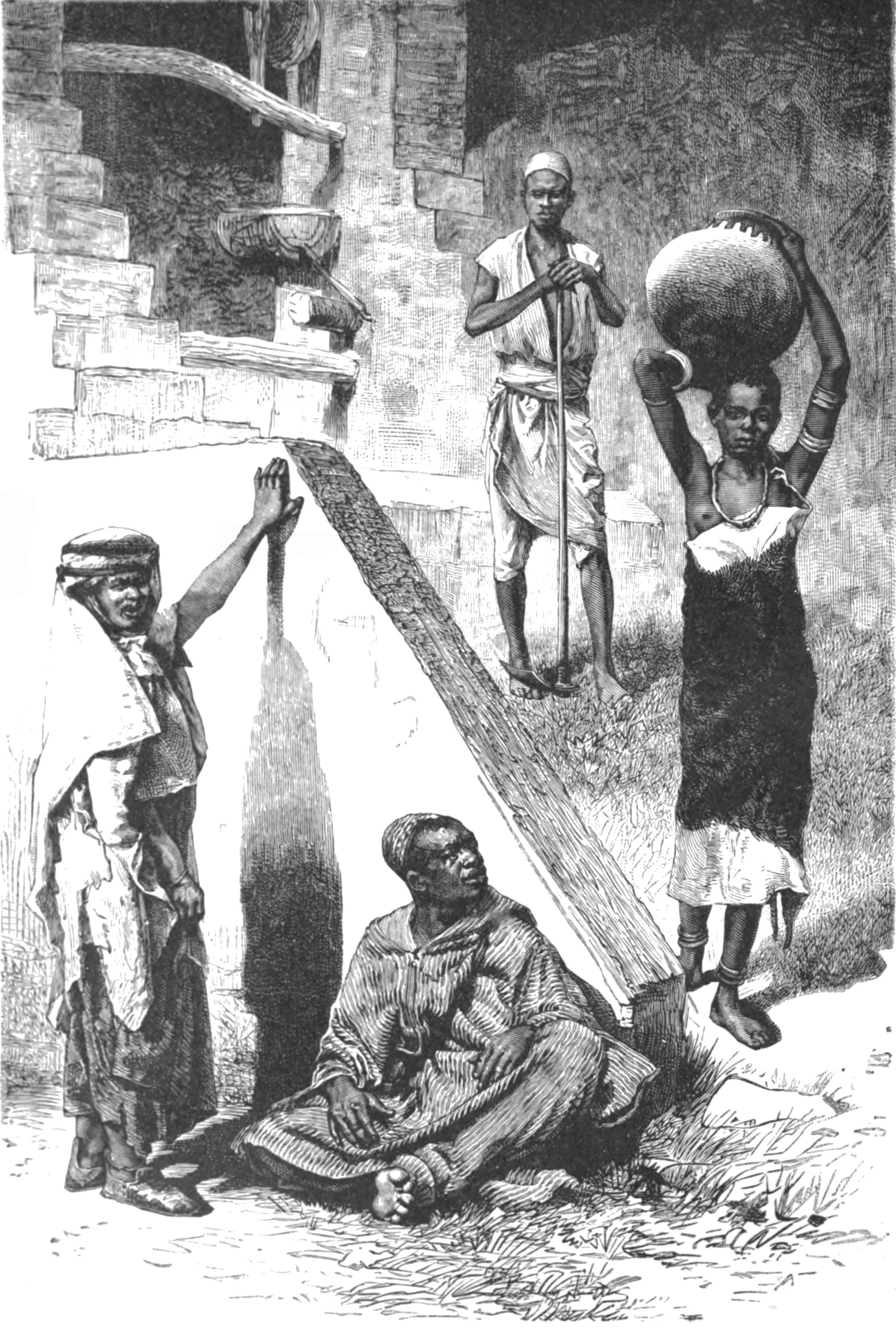
Femme Shilluk esclave, par E. Reclus, juin 1891

Les Shilluk ont été photographiés notamment au XIXe siècle par l'explorateur autrichien Richard Buchta, puis par la cinéaste allemande Leni Riefenstahl au début des années soixante.

### Documentaires
- (en) André Singer, Disappearing world: The Shilluk, 1976, 52 min.

- (en) Étienne Verhaegen, The Seven Cows of the Shilluk King, 1978, 52 min. Extrait (8 min)